# Calce (minerale)
La calce naturale è un raro minerale scoperto per la prima volta sul Vesuvio nel 1882.